# خانه باقرزاده
خانه باقرزاده مربوط به دوره قاجار است و در شهرستان برخوار، بخش برخوار، شهر دستگرد، خیابان مدرس، کوچه لقمان حکیم، انتهای بن‌بست واقع شده و این اثر در تاریخ ۱۶ دی ۱۳۸۷ با شمارهٔ ثبت ۲۴۴۳۹ به‌عنوان یکی از آثار ملی ایران به ثبت رسیده است.